# Município de York (condado de Medina, Ohio)
O município de York (em inglês: York Township) é um município localizado no condado de Medina no estado estadounidense de Ohio. No ano de 2010 tinha uma população de 3.438 habitantes e uma densidade populacional de 65,07 pessoas por km².

## Geografia
O município de York encontra-se localizado nas coordenadas 41° 10′ 26″ N, 81° 55′ 54″ O. Segundo o Departamento do Censo dos Estados Unidos, o município tem uma superfície total de 52.84 km², da qual 52,62 km² correspondem a terra firme e (0,42 %) 0,22 km² é água.

## Demografia
Segundo o censo de 2010, tinha 3.438 habitantes residindo no município de York. A densidade populacional era de 65,07 hab./km². Dos 3.438 habitantes, o município de York estava composto pelo 97,5 % brancos, o 0,52 % eram afroamericanos, o 0,32 % eram amerindios, o 0,67 % eram asiáticos, o 0,06 % eram de outras raças e o 0,93 % eram de uma mistura de raças. Do total da população o 0,7 % eram hispanos ou latinos de qualquer raça.